# Coscorobasvan
Coscorobasvan (Coscoroba coscoroba) är till storleken den minsta arten bland svanarna. Den placeras som ensam art i släktet Coscoroba. Den förekommer i södra Sydamerika och i ögruppen Falklandsöarna. IUCN kategoriserar den som livskraftig.

## Utseende

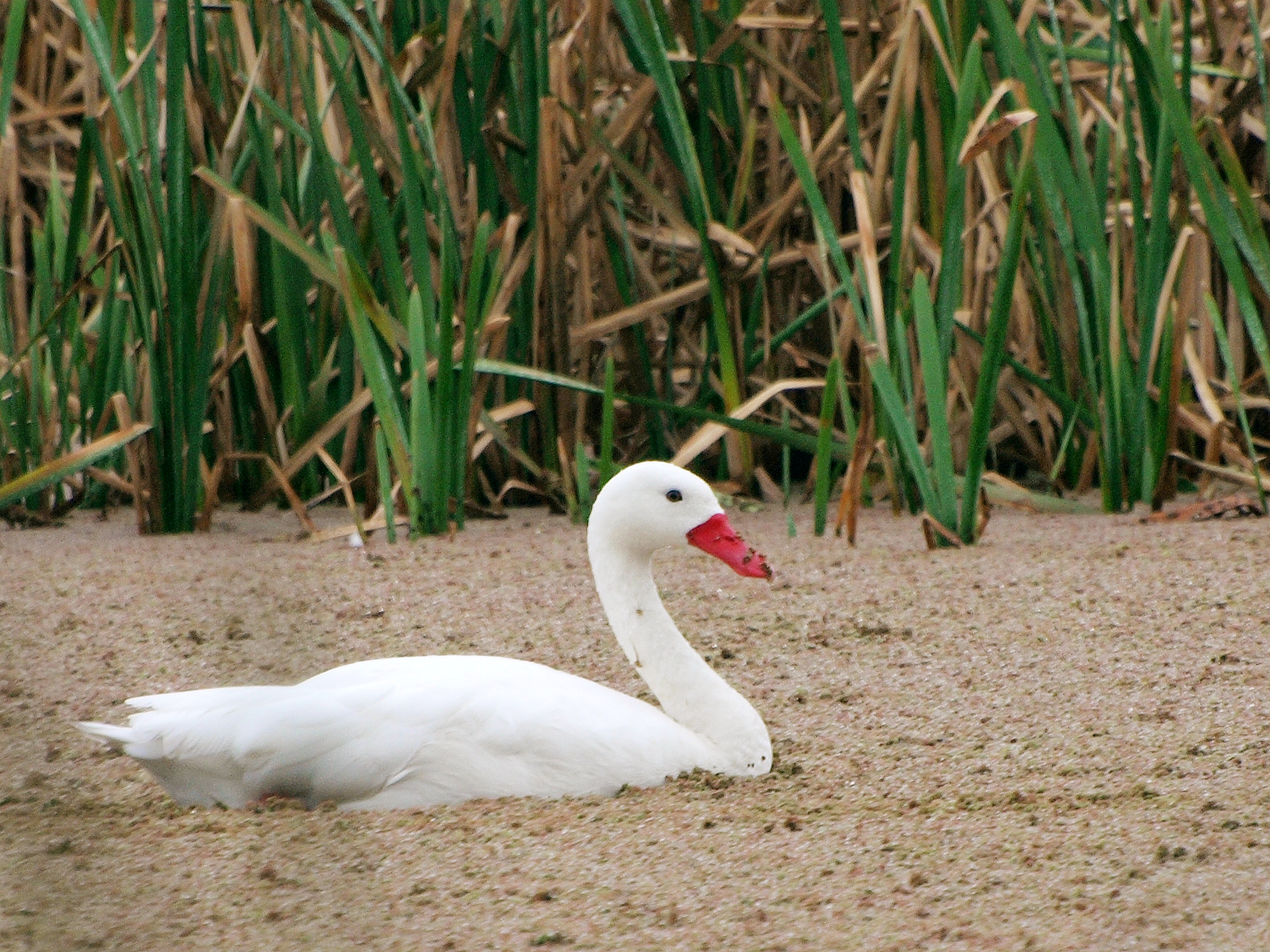

Trots att coscorobasvanen är minst bland svanarna är den en stor fågel med en medelvikt på 4,2 kilogram, normallängd på en meter och ett vingspann på mellan 1,50–1,60 meter. Den har vit fjäderdräkt förutom toppen på de sex yttersta handpennorna som är svarta som dock sällan är synliga när fågeln inte sträcker ut vingen. I flykten är dock dessa svarta vingspetsar diagnostiska för arten. Dess ben och näbb är röda och könen är lika. Till formen påminner den mer om gäss än om de andra svanarna och den saknar också den svarta ansiktsteckning som andra vita svanar uppvisar.

## Utbredning
Fågeln häckar i Sydamerika från södra Chile och centrala Argentina till Tierra del Fuego och Falklandsöarna. Den är en flyttfågel som om vintern flyger norrut till centrala Chile, norra Argentina, Uruguay och sydöstra spetsen av Brasilien. 

## Systematik
Genetiska studier visar att coscorobasvanen troligen är närmast släkt med den australiska hönsgåsen (Cereopsis novaehollandiae). Den behandlas som monotypisk, det vill säga att den inte delas in i några underarter.

## Ekologi
Coscorobasvanen lever i träsk och laguner med mycket växtlighet där den främst lever av gräs och mindre vattenväxter, men även av musslor och sik. Honan ruvar äggen medan hanen vaktar ungarna efter kläckningen på ett aggressivt vis mot predatorer.

## Status
Coscorobasvanen har ett stort utbredningsområde på cirka 2 500 000 kvadratkilometer och världspopulationen uppskattas till cirka 10 000–25 000 fåglar och arten anses inte vara hotad. Internationella naturvårdsunionen IUCN kategoriserar den därför som livskraftig (LC).

## Namn
Coscoroba är ett lokalt chilenskt ljudhärmande namn på fågeln.